# UEFA Champions League 2019-2020
La UEFA Champions League 2019-2020 è stata la 65ª edizione (la 28ª con la formula attuale) della Champions League, organizzata dalla UEFA. Il torneo è iniziato il 25 giugno 2019 e si è concluso il 23 agosto 2020 con la finale allo Stadio da Luz di Lisbona, in Portogallo.
A vincere il trofeo è stato il Bayern Monaco, al sesto successo nella manifestazione, che ha battuto in finale il Paris Saint-Germain per 1-0. I tedeschi hanno ottenuto la possibilità di sfidare i vincitori della UEFA Europa League 2019-2020 nella Supercoppa UEFA 2020 e di partecipare alla Coppa del mondo per club FIFA 2020.
Il Liverpool era campione in carica, dopo aver vinto per la sesta volta la competizione nella precedente edizione.

## Cambiamenti
Il 27 settembre 2018 l'UEFA ha annunciato l'introduzione del Video Assistant Referee (VAR) (impiegato per la prima volta dagli ottavi di finale della scorsa edizione) a partire dagli spareggi.
A causa della pandemia di COVID-19, oltre all'interruzione forzata del torneo, si è dovuto procedere a un cambio temporaneo del format a competizione in corso. Il 17 giugno 2020 l'UEFA ha deciso di trasformare la fase a eliminazione diretta dai quarti di finale in poi in una Final Eight, con partite da disputare in un unico turno in campo neutro dal 12 al 23 agosto 2020. La sede scelta è stata il Portogallo e le sette partite sono state disputate allo Stadio José Alvalade e allo Stadio da Luz di Lisbona. In quest'ultimo si è disputata la finale, originariamente programmata in Turchia allo Stadio olimpico Atatürk di Istanbul. Le quattro gare di ritorno rimanenti degli ottavi di finale sono state giocate normalmente nello stadio della squadra di casa.
Eccezionalmente, per i rimanenti ottavi di finale e per le gare successive è stato possibile inserire tre nuovi giocatori alla lista dei convocabili, ma essi non potevano essere nuovi giocatori acquistati nella sessione estiva di calciomercato. Inoltre, per tutte le partite è stato aumentato il numero di sostituzioni da tre a cinque, eseguibili in un massimo di tre momenti del gioco.

## Squadre partecipanti
I posti sono stati suddivisi tra 54 delle 55 associazioni affiliate all'UEFA, secondo la seguente tabella:
| Posizione della federazione in base al coefficiente UEFA per nazioni | Numero di squadre partecipanti |
| -------------------------------------------------------------------- | ------------------------------ |
| 1-4                                                                  | 4                              |
| 5-6                                                                  | 3                              |
| 7-15                                                                 | 2                              |
| 16-55                                                                | 1                              |

I vincitori della Champions League 2018-19 e dell'Europa League 2018-19 hanno un posto garantito per la fase a gironi. Tuttavia, dal momento che il Liverpool e il Chelsea si sono già qualificate tramite il rispettivo campionato nazionale a tale fase, vengono apportate le seguenti modifiche:
- i campioni della federazione 11 (Austria) accederanno alla fase a gironi, anziché agli spareggi.
- i campioni della federazione 13 (Repubblica Ceca) accederanno agli spareggi, anziché al terzo turno.
- i campioni della federazione 15 (Grecia) accederanno al terzo turno, anziché al secondo.
- i campioni delle federazioni 18 e 19 (Israele e Cipro) accederanno al secondo turno, anziché al primo.
- i terzi classificati della federazione 5 (Francia) accederanno alla fase a gironi, anziché al terzo turno.
- le seconde classificate delle federazioni 10 e 11 (Turchia e Austria) accederanno al terzo turno, anziché al secondo.

|                             |                             | Squadre che accedono nel turno | Squadre provenienti dal turno precedente                                                             |
| --------------------------- | --------------------------- | --- | --- |
| Turno preliminare           | Turno preliminare           | - 4 campioni dalle federazioni 52–55 | |
| Primo turno                 | Primo turno                 | - 31 campioni dalle federazioni 20–51 (eccetto il Liechtenstein) | - vincitore del turno preliminare                                                                    |
| Secondo turno               | Campioni                    | - 2 campioni dalle federazioni 16-17 - promossi dal primo turno: 2 campioni dalle federazioni 18-19 | - 16 vincitori del primo turno                                                                       |
| Secondo turno               | Piazzate                    | - 4 seconde classificate dalle federazioni 12–15 | |
| Terzo turno                 | Campioni                    | - campione dalla federazione 14 - promossa dal secondo turno (Campioni): campione dalla federazione 15 | - 10 vincitori del secondo turno Campioni                                                            |
| Terzo turno                 | Piazzate                    | - 3 seconde classificate dalle federazioni 7–9 - terza classificata dalla federazione 6 - promossa dal secondo turno (Piazzate): 2 seconde classificate dalle federazioni 10-11 | - 2 vincitori del secondo turno Piazzate                                                             |
| Spareggi                    | Campioni                    | - 1 campione dalla federazione 12 - promossa dal terzo turno (Campioni): campione dalla federazione 13 | - 6 vincitori del terzo turno Campioni                                                               |
| Spareggi                    | Piazzate                    | | - 4 vincitori del terzo turno Piazzate                                                               |
| Fase a gironi               | Fase a gironi               | - 10 campioni dalle federazioni 1–10 - 6 seconde classificate dalle federazioni 1–6 - 4 terze classificate dalle federazioni 1–4 - 4 quarte classificate dalle federazioni 1–4 - promossa dagli spareggi (Campioni): campione dalla federazione 11 - promossa dal terzo turno (Piazzate): terza classificata dalla federazione 5 | - 4 vincitori degli spareggi Campioni - 2 vincitori degli spareggi Piazzate                          |
| Fase a eliminazione diretta | Fase a eliminazione diretta | | - 8 vincitori dei gironi nella fase a gruppi - 8 seconde classificate dei gironi nella fase a gruppi |

### Ranking delle federazioni
| Rank | Federazione     | Coeff.  | Squadre |
| ---- | --------------- | ------- | ------- |
| 1    | Spagna          | 106.998 | 4       |
| 2    | Inghilterra     | 79.605  | 4       |
| 3    | Italia          | 76.249  | 4       |
| 4    | Germania        | 71.427  | 4       |
| 5    | Francia         | 56.415  | 3       |
| 6    | Russia          | 53.382  | 2 (+1)  |
| 7    | Portogallo      | 47.248  | 1 (+1)  |
| 8    | Ucraina         | 41.133  | 1 (+1)  |
| 9    | Belgio          | 38.500  | 1 (+1)  |
| 10   | Turchia         | 35.800  | 1 (+1)  |
| 11   | Austria         | 32.850  | 1 (+1)  |
| 12   | Svizzera        | 30.200  | 0 (+2)  |
| 13   | Repubblica Ceca | 30.175  | 0 (+2)  |
| 14   | Paesi Bassi     | 29.749  | 0 (+2)  |
| 15   | Grecia          | 28.600  | 0 (+2)  |
| 16   | Croazia         | 26.000  | 0 (+1)  |
| 17   | Danimarca       | 25.950  | 0 (+1)  |
| 18   | Israele         | 21.750  | 0 (+1)  |
| 19   | Cipro           | 21.550  | 0 (+1)  |

| Rank | Federazione        | Coeff. | Squadre |
| ---- | ------------------ | ------ | ------- |
| 20   | Romania            | 20.450 | 0 (+1)  |
| 21   | Polonia            | 20.125 | 0 (+1)  |
| 22   | Svezia             | 19.975 | 0 (+1)  |
| 23   | Azerbaigian        | 19.125 | 0 (+1)  |
| 24   | Bulgaria           | 19.125 | 0 (+1)  |
| 25   | Serbia             | 18.750 | 0 (+1)  |
| 26   | Scozia             | 18.625 | 0 (+1)  |
| 27   | Bielorussia        | 18.625 | 0 (+1)  |
| 28   | Kazakistan         | 18.125 | 0 (+1)  |
| 29   | Norvegia           | 17.425 | 0 (+1)  |
| 30   | Slovenia           | 14.000 | 0 (+1)  |
| 31   | Liechtenstein      | 13.000 | 0       |
| 32   | Slovacchia         | 12.125 | 0 (+1)  |
| 33   | Moldavia           | 10.000 | 0 (+1)  |
| 34   | Albania            | 8.500  | 0 (+1)  |
| 35   | Islanda            | 8.250  | 0 (+1)  |
| 36   | Ungheria           | 8.125  | 0 (+1)  |
| 37   | Macedonia del Nord | 7.500  | 0 (+1)  |

| Rank | Federazione          | Coeff. | Squadre |
| ---- | -------------------- | ------ | ------- |
| 38   | Finlandia            | 6.900  | 0 (+1)  |
| 39   | Irlanda              | 6.700  | 0 (+1)  |
| 40   | Bosnia ed Erzegovina | 6.625  | 0 (+1)  |
| 41   | Lettonia             | 5.625  | 0 (+1)  |
| 42   | Estonia              | 5.500  | 0 (+1)  |
| 43   | Lituania             | 5.375  | 0 (+1)  |
| 44   | Montenegro           | 5.000  | 0 (+1)  |
| 45   | Georgia              | 5.000  | 0 (+1)  |
| 46   | Armenia              | 4.875  | 0 (+1)  |
| 47   | Malta                | 4.500  | 0 (+1)  |
| 48   | Lussemburgo          | 4.375  | 0 (+1)  |
| 49   | Irlanda del Nord     | 4.250  | 0 (+1)  |
| 50   | Galles               | 3.875  | 0 (+1)  |
| 51   | Fær Øer              | 3.750  | 0 (+1)  |
| 52   | Gibilterra           | 3.000  | 0 (+1)  |
| 53   | Andorra              | 1.331  | 0 (+1)  |
| 54   | San Marino           | 0.499  | 0 (+1)  |
| 55   | Kosovo               | 0.000  | 0 (+1)  |

### Lista
I club sono ordinati in base al coefficiente UEFA della federazione di appartenenza. Accanto ad ogni club è indicata la posizione in classifica nel rispettivo campionato.
| LiverpoolCL (2º)     | Tottenham (4º)         | RB Lipsia (3º)             | Benfica (1º)     |
| ChelseaEL (3º)       | Juventus (1º)          | Bayer Leverkusen (4º)      | Šachtar (1º)     |
| Barcellona (1º)      | Napoli (2º)            | Paris Saint-Germain (1º)   | Genk (1º)        |
| Atlético Madrid (2º) | Atalanta (3º)          | Lilla (2º)                 | Galatasaray (1°) |
| Real Madrid (3º)     | Inter (4°)             | Olympique Lione (3º)       | Salisburgo (1º)  |
| Valencia (4º)        | Bayern Monaco (1º)     | Zenit San Pietroburgo (1º) |                  |
| Manchester City (1º) | Borussia Dortmund (2º) | Lokomotiv Mosca (2º)       |                  |

| Campioni        | Campioni          | Piazzate | Piazzate |
| --------------- | ----------------- | -------- | -------- |
| Young Boys (1º) | Slavia Praga (1º) |          |          |

| Campioni         | Campioni  | Piazzate       | Piazzate                 |
| ---------------- | --------- | -------------- | ------------------------ |
| Ajax (1º)        | PAOK (1º) | Krasnodar (3º) | Club Bruges (2º)         |
|                  |           | Porto (2º)     | İstanbul Başakşehir (2°) |
| Dinamo Kiev (2º) | LASK (2º) |                |                          |

| Campioni             | Campioni              | Piazzate            | Piazzate        |
| -------------------- | --------------------- | ------------------- | --------------- |
| Dinamo Zagabria (1º) | Maccabi Tel Aviv (1º) | Basilea (2º)        | PSV (2º)        |
| Copenaghen (1º)      | APOEL (1º)            | Viktoria Plzeň (2º) | Olympiacos (2º) |

| CFR Cluj (1º)      | Astana (1º)            | Škendija (1º)    | Saburtalo Tbilisi (1º) |
| Piast Gliwice (1º) | Rosenborg (1º)         | HJK (1°)         | Ararat-Armenia (1º)    |
| AIK (1º)           | Maribor (1º)           | Dundalk (1º)     | Valletta (1º)          |
| Qarabağ (1º)       | Slovan Bratislava (1º) | Sarajevo (1º)    | F91 Dudelange (1º)     |
| Ludogorec (1º)     | Sheriff Tiraspol (1º)  | Riga FC (1º)     | Linfield (1º)          |
| Stella Rossa (1º)  | Partizani Tirana (1º)  | Kalju Nõmme (1°) | The New Saints (1°)    |
| Celtic (1º)        | Valur (1º)             | Sūduva (1º)      | HB Tórshavn (1º)       |
| BATĖ Borisov (1º)  | Ferencváros (1º)       | Sutjeska (1º)    |                        |

| Lincoln Red Imps (1º) | FC Santa Coloma (1º) | Tre Penne (1°) | Feronikeli (1°) |

## Date
Il programma della competizione è il seguente (tutti i sorteggi si svolgeranno a Nyon, in Svizzera, a meno che non sia stato indicato diversamente).
| Fase                        | Turno             | Sorteggio               | Andata                                      | Ritorno                                     |
| --------------------------- | ----------------- | ----------------------- | ------------------------------------------- | ------------------------------------------- |
| Qualificazioni              | Turno preliminare | 11 giugno 2019 (Nyon)   | 25 giugno 2019 (semifinali)                 | 28 giugno 2019 (finale)                     |
| Qualificazioni              | Primo turno       | 18 giugno 2019 (Nyon)   | 9-10 luglio 2019                            | 16-17 luglio 2019                           |
| Qualificazioni              | Secondo turno     | 19 giugno 2019 (Nyon)   | 23-24 luglio 2019                           | 30-31 luglio 2019                           |
| Qualificazioni              | Terzo turno       | 22 luglio 2019 (Nyon)   | 6-7 agosto 2019                             | 13 agosto 2019                              |
| Qualificazioni              | Spareggi          | 5 agosto 2019 (Nyon)    | 20-21 agosto 2019                           | 27-28 agosto 2019                           |
| Fase a gironi               | Prima giornata    | 29 agosto 2019 (Monaco) | 17-18 settembre 2019                        | 17-18 settembre 2019                        |
| Fase a gironi               | Seconda giornata  | 29 agosto 2019 (Monaco) | 1º-2 ottobre 2019                           | 1º-2 ottobre 2019                           |
| Fase a gironi               | Terza giornata    | 29 agosto 2019 (Monaco) | 22-23 ottobre 2019                          | 22-23 ottobre 2019                          |
| Fase a gironi               | Quarta giornata   | 29 agosto 2019 (Monaco) | 5-6 novembre 2019                           | 5-6 novembre 2019                           |
| Fase a gironi               | Quinta giornata   | 29 agosto 2019 (Monaco) | 26-27 novembre 2019                         | 26-27 novembre 2019                         |
| Fase a gironi               | Sesta giornata    | 29 agosto 2019 (Monaco) | 10-11 dicembre 2019                         | 10-11 dicembre 2019                         |
| Fase a eliminazione diretta | Ottavi di finale  | 16 dicembre 2019 (Nyon) | 18-19 e 25-26 febbraio 2020                 | 10-11 marzo e 7-8 agosto 2020               |
| Fase a eliminazione diretta | Quarti di finale  | 10 luglio 2020 (Nyon)   | 12-13-14-15 agosto 2020                     | 12-13-14-15 agosto 2020                     |
| Fase a eliminazione diretta | Semifinali        | 10 luglio 2020 (Nyon)   | 18-19 agosto 2020                           | 18-19 agosto 2020                           |
| Finale                      | Finale            | 10 luglio 2020 (Nyon)   | 23 agosto 2020 allo Stadio da Luz (Lisbona) | 23 agosto 2020 allo Stadio da Luz (Lisbona) |

## Partite

### Fase di qualificazione

#### Turno preliminare
| Squadra 1  | Risultato  | Squadra 2        |
| Semifinali | Semifinali | Semifinali       |
| ---------- | ---------- | ---------------- |
| Feronikeli | 1 - 0      | Lincoln Red Imps |
| Tre Penne  | 0 - 1      | FC Santa Coloma  |
| Finale     |            |                  |
| Feronikeli | 2 - 1      | FC Santa Coloma  |

#### Primo turno di qualificazione
| Squadra 1         | Totale          | Squadra 2         | Andata | Ritorno     |
| ----------------- | --------------- | ----------------- | ------ | ----------- |
| Kalju Nõmme       | 2 - 2 (gfc)     | Škendija          | 0 - 1  | 2 - 1       |
| Sūduva            | 1 - 2           | Stella Rossa      | 0 - 0  | 1 - 2       |
| Ararat-Armenia    | 3 - 4           | AIK               | 2 - 1  | 1 - 3       |
| Astana            | 2 - 3           | CFR Cluj          | 1 - 0  | 1 - 3       |
| Ferencváros       | 5 - 3           | Ludogorec         | 2 - 1  | 3 - 2       |
| Partizani Tirana  | 0 - 2           | Qarabağ           | 0 - 0  | 0 - 2       |
| Slovan Bratislava | 2 - 2 (2-3 dtr) | Sutjeska          | 1 - 1  | 1 - 1 (dts) |
| Sarajevo          | 2 - 5           | Celtic            | 1 - 3  | 1 - 2       |
| Sheriff Tiraspol  | 3 - 4           | Saburtalo Tbilisi | 0 - 3  | 3 - 1       |
| F91 Dudelange     | 3 - 3 (gfc)     | Valletta          | 2 - 2  | 1 - 1       |
| Linfield          | 0 - 6           | Rosenborg         | 0 - 2  | 0 - 4       |
| Valur             | 0 - 5           | Maribor           | 0 - 3  | 0 - 2       |
| Dundalk           | 0 - 0 (5-4 dtr) | Riga FC           | 0 - 0  | 0 - 0 (dts) |
| The New Saints    | 3 - 2           | Feronikeli        | 2 - 2  | 1 - 0       |
| HJK               | 5 - 2           | HB Tórshavn       | 3 - 0  | 2 - 2       |
| BATĖ Borisov      | 3 - 2           | Piast Gliwice     | 1 - 1  | 2 - 1       |

#### Secondo turno di qualificazione
| Squadra 1         | Totale      | Squadra 2        | Andata   | Ritorno     |
| Campioni          | Campioni    | Campioni         | Campioni | Campioni    |
| ----------------- | ----------- | ---------------- | -------- | ----------- |
| CFR Cluj          | 3 - 2       | Maccabi Tel Aviv | 1 - 0    | 2 - 2       |
| BATĖ Borisov      | 2 - 3       | Rosenborg        | 2 - 1    | 0 - 2       |
| The New Saints    | 0 - 3       | Copenaghen       | 0 - 2    | 0 - 1       |
| Ferencváros       | 4 - 2       | Valletta         | 3 - 1    | 1 - 1       |
| Dundalk           | 1 - 4       | Qarabağ          | 1 - 1    | 0 - 3       |
| Saburtalo Tbilisi | 0 - 5       | Dinamo Zagabria  | 0 - 2    | 0 - 3       |
| Celtic            | 7 - 0       | Kalju Nõmme      | 5 - 0    | 2 - 0       |
| Stella Rossa      | 3 - 2       | HJK              | 2 - 0    | 1 - 2       |
| Sutjeska          | 0 - 4       | APOEL            | 0 - 1    | 0 - 3       |
| Maribor           | 4 - 4 (gfc) | AIK              | 2 - 1    | 2 - 3 (dts) |
| Piazzate          |             |                  |          |             |
| Viktoria Plzeň    | 0 - 4       | Olympiacos       | 0 - 0    | 0 - 4       |
| PSV               | 4 - 4 (gfc) | Basilea          | 3 - 2    | 1 - 2       |

#### Terzo turno di qualificazione
| Squadra 1           | Totale          | Squadra 2   | Andata   | Ritorno     |
| Campioni            | Campioni        | Campioni    | Campioni | Campioni    |
| ------------------- | --------------- | ----------- | -------- | ----------- |
| CFR Cluj            | 5 - 4           | Celtic      | 1 - 1    | 4 - 3       |
| APOEL               | 3 - 2           | Qarabağ     | 1 - 2    | 2 - 0       |
| PAOK                | 4 - 5           | Ajax        | 2 - 2    | 2 - 3       |
| Dinamo Zagabria     | 5 - 1           | Ferencváros | 1 - 1    | 4 - 0       |
| Stella Rossa        | 2 - 2 (7-6 dtr) | Copenaghen  | 1 - 1    | 1 - 1 (dts) |
| Maribor             | 2 - 6           | Rosenborg   | 1 - 3    | 1 - 3       |
| Piazzate            |                 |             |          |             |
| İstanbul Başakşehir | 0 - 3           | Olympiacos  | 0 - 1    | 0 - 2       |
| Krasnodar           | 3 - 3 (gfc)     | Porto       | 0 - 1    | 3 - 2       |
| Club Bruges         | 4 - 3           | Dinamo Kiev | 1 - 0    | 3 - 3       |
| Basilea             | 2 - 5           | LASK        | 1 - 2    | 1 - 3       |

### Spareggi
| Squadra 1       | Totale      | Squadra 2    | Andata   | Ritorno  |
| Campioni        | Campioni    | Campioni     | Campioni | Campioni |
| --------------- | ----------- | ------------ | -------- | -------- |
| Dinamo Zagabria | 3 - 1       | Rosenborg    | 2 - 0    | 1 - 1    |
| CFR Cluj        | 0 - 2       | Slavia Praga | 0 - 1    | 0 - 1    |
| Young Boys      | 3 - 3 (gfc) | Stella Rossa | 2 - 2    | 1 - 1    |
| APOEL           | 0 - 2       | Ajax         | 0 - 0    | 0 - 2    |
| Piazzate        |             |              |          |          |
| LASK            | 1 - 3       | Club Bruges  | 0 - 1    | 1 - 2    |
| Olympiacos      | 6 - 1       | Krasnodar    | 4 - 0    | 2 - 1    |

### UEFA Champions League

#### Fase a gironi

##### Gruppo A
| Squadra             | Pt | G | V | N | P | GF | GS | DG  |
| ------------------- | -- | - | - | - | - | -- | -- | --- |
| Paris Saint-Germain | 16 | 6 | 5 | 1 | 0 | 17 | 2  | +15 |
| Real Madrid         | 11 | 6 | 3 | 2 | 1 | 14 | 8  | +6  |
| Club Bruges         | 3  | 6 | 0 | 3 | 3 | 4  | 12 | -8  |
| Galatasaray         | 2  | 6 | 0 | 2 | 4 | 1  | 14 | -13 |

| Squadra 1           | Risultato   | Squadra 2           |
| 1ª giornata         | 1ª giornata | 1ª giornata         |
| ------------------- | ----------- | ------------------- |
| Club Bruges         | 0 - 0       | Galatasaray         |
| Paris Saint-Germain | 3 - 0       | Real Madrid         |
| 2ª giornata         |             |                     |
| Real Madrid         | 2 - 2       | Club Bruges         |
| Galatasaray         | 0 - 1       | Paris Saint-Germain |
| 3ª giornata         |             |                     |
| Galatasaray         | 0 - 1       | Real Madrid         |
| Club Bruges         | 0 - 5       | Paris Saint-Germain |
| 4ª giornata         |             |                     |
| Real Madrid         | 6 - 0       | Galatasaray         |
| Paris Saint-Germain | 1 - 0       | Club Bruges         |
| 5ª giornata         |             |                     |
| Galatasaray         | 1 - 1       | Club Bruges         |
| Real Madrid         | 2 - 2       | Paris Saint-Germain |
| 6ª giornata         |             |                     |
| Club Bruges         | 1 - 3       | Real Madrid         |
| Paris Saint-Germain | 5 - 0       | Galatasaray         |

##### Gruppo B
| Squadra       | Pt | G | V | N | P | GF | GS | DG  |
| ------------- | -- | - | - | - | - | -- | -- | --- |
| Bayern Monaco | 18 | 6 | 6 | 0 | 0 | 24 | 5  | +19 |
| Tottenham     | 10 | 6 | 3 | 1 | 2 | 18 | 14 | +4  |
| Olympiacos    | 4  | 6 | 1 | 1 | 4 | 8  | 14 | -6  |
| Stella Rossa  | 3  | 6 | 1 | 0 | 5 | 3  | 20 | -17 |

| Squadra 1     | Risultato   | Squadra 2     |
| 1ª giornata   | 1ª giornata | 1ª giornata   |
| ------------- | ----------- | ------------- |
| Olympiacos    | 2 - 2       | Tottenham     |
| Bayern Monaco | 3 - 0       | Stella Rossa  |
| 2ª giornata   |             |               |
| Stella Rossa  | 3 - 1       | Olympiacos    |
| Tottenham     | 2 - 7       | Bayern Monaco |
| 3ª giornata   |             |               |
| Tottenham     | 5 - 0       | Stella Rossa  |
| Olympiacos    | 2 - 3       | Bayern Monaco |
| 4ª giornata   |             |               |
| Stella Rossa  | 0 - 4       | Tottenham     |
| Bayern Monaco | 2 - 0       | Olympiacos    |
| 5ª giornata   |             |               |
| Tottenham     | 4 - 2       | Olympiacos    |
| Stella Rossa  | 0 - 6       | Bayern Monaco |
| 6ª giornata   |             |               |
| Olympiacos    | 1 - 0       | Stella Rossa  |
| Bayern Monaco | 3 - 1       | Tottenham     |

##### Gruppo C
| Squadra         | Pt | G | V | N | P | GF | GS | DG  |
| --------------- | -- | - | - | - | - | -- | -- | --- |
| Manchester City | 14 | 6 | 4 | 2 | 0 | 16 | 4  | +12 |
| Atalanta        | 7  | 6 | 2 | 1 | 3 | 8  | 12 | -4  |
| Šachtar         | 6  | 6 | 1 | 3 | 2 | 8  | 13 | -5  |
| Dinamo Zagabria | 5  | 6 | 1 | 2 | 3 | 10 | 13 | -3  |

| Squadra 1       | Risultato   | Squadra 2       |
| 1ª giornata     | 1ª giornata | 1ª giornata     |
| --------------- | ----------- | --------------- |
| Šachtar         | 0 - 3       | Manchester City |
| Dinamo Zagabria | 4 - 0       | Atalanta        |
| 2ª giornata     |             |                 |
| Atalanta        | 1 - 2       | Šachtar         |
| Manchester City | 2 - 0       | Dinamo Zagabria |
| 3ª giornata     |             |                 |
| Manchester City | 5 - 1       | Atalanta        |
| Šachtar         | 2 - 2       | Dinamo Zagabria |
| 4ª giornata     |             |                 |
| Atalanta        | 1 - 1       | Manchester City |
| Dinamo Zagabria | 3 - 3       | Šachtar         |
| 5ª giornata     |             |                 |
| Manchester City | 1 - 1       | Šachtar         |
| Atalanta        | 2 - 0       | Dinamo Zagabria |
| 6ª giornata     |             |                 |
| Šachtar         | 0 - 3       | Atalanta        |
| Dinamo Zagabria | 1 - 4       | Manchester City |

##### Gruppo D
| Squadra          | Pt | G | V | N | P | GF | GS | DG |
| ---------------- | -- | - | - | - | - | -- | -- | -- |
| Juventus         | 16 | 6 | 5 | 1 | 0 | 12 | 4  | +8 |
| Atlético Madrid  | 10 | 6 | 3 | 1 | 2 | 8  | 5  | +3 |
| Bayer Leverkusen | 6  | 6 | 2 | 0 | 4 | 5  | 9  | -4 |
| Lokomotiv Mosca  | 3  | 6 | 1 | 0 | 5 | 4  | 11 | -7 |

| Squadra 1        | Risultato   | Squadra 2        |
| 1ª giornata      | 1ª giornata | 1ª giornata      |
| ---------------- | ----------- | ---------------- |
| Atlético Madrid  | 2 - 2       | Juventus         |
| Bayer Leverkusen | 1 - 2       | Lokomotiv Mosca  |
| 2ª giornata      |             |                  |
| Lokomotiv Mosca  | 0 - 2       | Atlético Madrid  |
| Juventus         | 3 - 0       | Bayer Leverkusen |
| 3ª giornata      |             |                  |
| Juventus         | 2 - 1       | Lokomotiv Mosca  |
| Atlético Madrid  | 1 - 0       | Bayer Leverkusen |
| 4ª giornata      |             |                  |
| Lokomotiv Mosca  | 1 - 2       | Juventus         |
| Bayer Leverkusen | 2 - 1       | Atlético Madrid  |
| 5ª giornata      |             |                  |
| Juventus         | 1 - 0       | Atlético Madrid  |
| Lokomotiv Mosca  | 0 - 2       | Bayer Leverkusen |
| 6ª giornata      |             |                  |
| Atlético Madrid  | 2 - 0       | Lokomotiv Mosca  |
| Bayer Leverkusen | 0 - 2       | Juventus         |

##### Gruppo E
| Squadra    | Pt | G | V | N | P | GF | GS | DG  |
| ---------- | -- | - | - | - | - | -- | -- | --- |
| Liverpool  | 13 | 6 | 4 | 1 | 1 | 13 | 8  | +5  |
| Napoli     | 12 | 6 | 3 | 3 | 0 | 11 | 4  | +7  |
| Salisburgo | 7  | 6 | 2 | 1 | 3 | 16 | 13 | +3  |
| Genk       | 1  | 6 | 0 | 1 | 5 | 5  | 20 | -15 |

| Squadra 1   | Risultato   | Squadra 2   |
| 1ª giornata | 1ª giornata | 1ª giornata |
| ----------- | ----------- | ----------- |
| Salisburgo  | 6 - 2       | Genk        |
| Napoli      | 2 - 0       | Liverpool   |
| 2ª giornata |             |             |
| Liverpool   | 4 - 3       | Salisburgo  |
| Genk        | 0 - 0       | Napoli      |
| 3ª giornata |             |             |
| Genk        | 1 - 4       | Liverpool   |
| Salisburgo  | 2 - 3       | Napoli      |
| 4ª giornata |             |             |
| Liverpool   | 2 - 1       | Genk        |
| Napoli      | 1 - 1       | Salisburgo  |
| 5ª giornata |             |             |
| Genk        | 1 - 4       | Salisburgo  |
| Liverpool   | 1 - 1       | Napoli      |
| 6ª giornata |             |             |
| Salisburgo  | 0 - 2       | Liverpool   |
| Napoli      | 4 - 0       | Genk        |

##### Gruppo F
| Squadra           | Pt | G | V | N | P | GF | GS | DG |
| ----------------- | -- | - | - | - | - | -- | -- | -- |
| Barcellona        | 14 | 6 | 4 | 2 | 0 | 9  | 4  | +5 |
| Borussia Dortmund | 10 | 6 | 3 | 1 | 2 | 8  | 8  | 0  |
| Inter             | 7  | 6 | 2 | 1 | 3 | 10 | 9  | +1 |
| Slavia Praga      | 2  | 6 | 0 | 2 | 4 | 4  | 10 | -6 |

| Squadra 1         | Risultato   | Squadra 2         |
| 1ª giornata       | 1ª giornata | 1ª giornata       |
| ----------------- | ----------- | ----------------- |
| Inter             | 1 - 1       | Slavia Praga      |
| Borussia Dortmund | 0 - 0       | Barcellona        |
| 2ª giornata       |             |                   |
| Barcellona        | 2 - 1       | Inter             |
| Slavia Praga      | 0 - 2       | Borussia Dortmund |
| 3ª giornata       |             |                   |
| Slavia Praga      | 1 - 2       | Barcellona        |
| Inter             | 2 - 0       | Borussia Dortmund |
| 4ª giornata       |             |                   |
| Barcellona        | 0 - 0       | Slavia Praga      |
| Borussia Dortmund | 3 - 2       | Inter             |
| 5ª giornata       |             |                   |
| Slavia Praga      | 1 - 3       | Inter             |
| Barcellona        | 3 - 1       | Borussia Dortmund |
| 6ª giornata       |             |                   |
| Inter             | 1 - 2       | Barcellona        |
| Borussia Dortmund | 2 - 1       | Slavia Praga      |

##### Gruppo G
| Squadra               | Pt | G | V | N | P | GF | GS | DG |
| --------------------- | -- | - | - | - | - | -- | -- | -- |
| RB Lipsia             | 11 | 6 | 3 | 2 | 1 | 10 | 8  | +2 |
| Olympique Lione       | 8  | 6 | 2 | 2 | 2 | 9  | 8  | +1 |
| Benfica               | 7  | 6 | 2 | 1 | 3 | 10 | 11 | -1 |
| Zenit San Pietroburgo | 7  | 6 | 2 | 1 | 3 | 7  | 9  | -2 |

| Squadra 1             | Risultato   | Squadra 2             |
| 1ª giornata           | 1ª giornata | 1ª giornata           |
| --------------------- | ----------- | --------------------- |
| Benfica               | 1 - 2       | RB Lipsia             |
| Olympique Lione       | 1 - 1       | Zenit San Pietroburgo |
| 2ª giornata           |             |                       |
| Zenit San Pietroburgo | 3 - 1       | Benfica               |
| RB Lipsia             | 0 - 2       | Olympique Lione       |
| 3ª giornata           |             |                       |
| RB Lipsia             | 2 - 1       | Zenit San Pietroburgo |
| Benfica               | 2 - 1       | Olympique Lione       |
| 4ª giornata           |             |                       |
| Zenit San Pietroburgo | 0 - 2       | RB Lipsia             |
| Olympique Lione       | 3 - 1       | Benfica               |
| 5ª giornata           |             |                       |
| RB Lipsia             | 2 - 2       | Benfica               |
| Zenit San Pietroburgo | 2 - 0       | Olympique Lione       |
| 6ª giornata           |             |                       |
| Benfica               | 3 - 0       | Zenit San Pietroburgo |
| Olympique Lione       | 2 - 2       | RB Lipsia             |

##### Gruppo H
| Squadra  | Pt | G | V | N | P | GF | GS | DG  |
| -------- | -- | - | - | - | - | -- | -- | --- |
| Valencia | 11 | 6 | 3 | 2 | 1 | 9  | 7  | +2  |
| Chelsea  | 11 | 6 | 3 | 2 | 1 | 11 | 9  | +2  |
| Ajax     | 10 | 6 | 3 | 1 | 2 | 12 | 6  | +6  |
| Lilla    | 1  | 6 | 0 | 1 | 5 | 4  | 14 | -10 |

| Squadra 1   | Risultato   | Squadra 2   |
| 1ª giornata | 1ª giornata | 1ª giornata |
| ----------- | ----------- | ----------- |
| Ajax        | 3 - 0       | Lilla       |
| Chelsea     | 0 - 1       | Valencia    |
| 2ª giornata |             |             |
| Valencia    | 0 - 3       | Ajax        |
| Lilla       | 1 - 2       | Chelsea     |
| 3ª giornata |             |             |
| Lilla       | 1 - 1       | Valencia    |
| Ajax        | 0 - 1       | Chelsea     |
| 4ª giornata |             |             |
| Valencia    | 4 - 1       | Lilla       |
| Chelsea     | 4 - 4       | Ajax        |
| 5ª giornata |             |             |
| Lilla       | 0 - 2       | Ajax        |
| Valencia    | 2 - 2       | Chelsea     |
| 6ª giornata |             |             |
| Ajax        | 0 - 1       | Valencia    |
| Chelsea     | 2 - 1       | Lilla       |

#### Fase a eliminazione diretta
|  | Ottavi di finale      | Ottavi di finale    | Ottavi di finale    | Ottavi di finale    |                     |                     | Quarti di finale    | Quarti di finale | Quarti di finale | Quarti di finale |  |  | Semifinali | Semifinali | Semifinali | Semifinali |  |  | Finale | Finale | Finale | Finale |
|  |                       |                     |                     |                     |                     |                     |                     |                  |                  |                  |  |  |            |            |            |            |  |  |        |        |        |        |
|  |                       |                     |                     |                     |                     |                     |                     |                  |                  |                  |  |  |            |            |            |            |  |  |        |        |        |        |
|  |                       |                     |                     |                     |                     |                     |                     |                  |                  |                  |  |  |            |            |            |            |  |  |        |        |        |        |
|  | Tottenham             | 0                   | 0                   | 0                   |                     |                     |                     |                  |                  |                  |  |  |            |            |            |            |  |  |        |        |        |        |
|  | Tottenham             | 0                   | 0                   | 0                   |                     |                     |                     |                  |                  |                  |  |  |            |            |            |            |  |  |        |        |        |        |
|  | RB Lipsia             | 1                   | 3                   | 4                   |                     |                     |                     |                  |                  |                  |  |  |            |            |            |            |  |  |        |        |        |        |
|  | RB Lipsia             | 1                   | 3                   | 4                   | RB Lipsia           | RB Lipsia           | RB Lipsia           | 2                |                  |                  |  |  |            |            |            |            |  |  |        |        |        |        |
|  |                       |                     |                     |                     | RB Lipsia           | RB Lipsia           | RB Lipsia           | 2                |                  |                  |  |  |            |            |            |            |  |  |        |        |        |        |
|  |                       | Atlético Madrid     | Atlético Madrid     | Atlético Madrid     | 1                   |                     |                     |                  |                  |                  |  |  |            |            |            |            |  |  |        |        |        |        |
|  | Atlético Madrid (dts) | Atlético Madrid     | Atlético Madrid     | Atlético Madrid     | 1                   | 1                   | 3                   | 4                |                  |                  |  |  |            |            |            |            |  |  |        |        |        |        |
|  | Atlético Madrid (dts) |                     |                     |                     |                     | 1                   | 3                   | 4                |                  |                  |  |  |            |            |            |            |  |  |        |        |        |        |
|  | Liverpool             | 0                   | 2                   | 2                   |                     |                     |                     |                  |                  |                  |  |  |            |            |            |            |  |  |        |        |        |        |
|  | Liverpool             | 0                   | 2                   | 2                   | RB Lipsia           | RB Lipsia           | RB Lipsia           | 0                |                  |                  |  |  |            |            |            |            |  |  |        |        |        |        |
|  |                       |                     |                     |                     | RB Lipsia           | RB Lipsia           | RB Lipsia           | 0                |                  |                  |  |  |            |            |            |            |  |  |        |        |        |        |
|  |                       | Paris Saint-Germain | Paris Saint-Germain | Paris Saint-Germain | 3                   |                     |                     |                  |                  |                  |  |  |            |            |            |            |  |  |        |        |        |        |
|  | Atalanta              | Paris Saint-Germain | Paris Saint-Germain | Paris Saint-Germain | 3                   | 4                   | 4                   | 8                |                  |                  |  |  |            |            |            |            |  |  |        |        |        |        |
|  | Atalanta              |                     |                     |                     |                     | 4                   | 4                   | 8                |                  |                  |  |  |            |            |            |            |  |  |        |        |        |        |
|  | Valencia              | 1                   | 3                   | 4                   |                     |                     |                     |                  |                  |                  |  |  |            |            |            |            |  |  |        |        |        |        |
|  | Valencia              | 1                   | 3                   | 4                   | Atalanta            | Atalanta            | Atalanta            | 1                |                  |                  |  |  |            |            |            |            |  |  |        |        |        |        |
|  |                       |                     |                     |                     | Atalanta            | Atalanta            | Atalanta            | 1                |                  |                  |  |  |            |            |            |            |  |  |        |        |        |        |
|  |                       | Paris Saint-Germain | Paris Saint-Germain | Paris Saint-Germain | 2                   |                     |                     |                  |                  |                  |  |  |            |            |            |            |  |  |        |        |        |        |
|  | Borussia Dortmund     | Paris Saint-Germain | Paris Saint-Germain | Paris Saint-Germain | 2                   | 2                   | 0                   | 2                |                  |                  |  |  |            |            |            |            |  |  |        |        |        |        |
|  | Borussia Dortmund     |                     |                     |                     |                     | 2                   | 0                   | 2                |                  |                  |  |  |            |            |            |            |  |  |        |        |        |        |
|  | Paris Saint-Germain   | 1                   | 2                   | 3                   |                     |                     |                     |                  |                  |                  |  |  |            |            |            |            |  |  |        |        |        |        |
|  | Paris Saint-Germain   | 1                   | 2                   | 3                   | Paris Saint-Germain | Paris Saint-Germain | Paris Saint-Germain | 0                |                  |                  |  |  |            |            |            |            |  |  |        |        |        |        |
|  |                       |                     |                     |                     | Paris Saint-Germain | Paris Saint-Germain | Paris Saint-Germain | 0                |                  |                  |  |  |            |            |            |            |  |  |        |        |        |        |
|  |                       | Bayern Monaco       | Bayern Monaco       | Bayern Monaco       | 1                   |                     |                     |                  |                  |                  |  |  |            |            |            |            |  |  |        |        |        |        |
|  | Real Madrid           | Bayern Monaco       | Bayern Monaco       | Bayern Monaco       | 1                   | 1                   | 1                   | 2                |                  |                  |  |  |            |            |            |            |  |  |        |        |        |        |
|  | Real Madrid           |                     |                     |                     |                     | 1                   | 1                   | 2                |                  |                  |  |  |            |            |            |            |  |  |        |        |        |        |
|  | Manchester City       | 2                   | 2                   | 4                   |                     |                     |                     |                  |                  |                  |  |  |            |            |            |            |  |  |        |        |        |        |
|  | Manchester City       | 2                   | 2                   | 4                   | Manchester City     | Manchester City     | Manchester City     | 1                |                  |                  |  |  |            |            |            |            |  |  |        |        |        |        |
|  |                       |                     |                     |                     | Manchester City     | Manchester City     | Manchester City     | 1                |                  |                  |  |  |            |            |            |            |  |  |        |        |        |        |
|  |                       | Olympique Lione     | Olympique Lione     | Olympique Lione     | 3                   |                     |                     |                  |                  |                  |  |  |            |            |            |            |  |  |        |        |        |        |
|  | Olympique Lione (gfc) | Olympique Lione     | Olympique Lione     | Olympique Lione     | 3                   | 1                   | 1                   | 2                |                  |                  |  |  |            |            |            |            |  |  |        |        |        |        |
|  | Olympique Lione (gfc) |                     |                     |                     |                     | 1                   | 1                   | 2                |                  |                  |  |  |            |            |            |            |  |  |        |        |        |        |
|  | Juventus              | 0                   | 2                   | 2                   |                     |                     |                     |                  |                  |                  |  |  |            |            |            |            |  |  |        |        |        |        |
|  | Juventus              | 0                   | 2                   | 2                   | Olympique Lione     | Olympique Lione     | Olympique Lione     | 0                |                  |                  |  |  |            |            |            |            |  |  |        |        |        |        |
|  |                       |                     |                     |                     | Olympique Lione     | Olympique Lione     | Olympique Lione     | 0                |                  |                  |  |  |            |            |            |            |  |  |        |        |        |        |
|  |                       | Bayern Monaco       | Bayern Monaco       | Bayern Monaco       | 3                   |                     |                     |                  |                  |                  |  |  |            |            |            |            |  |  |        |        |        |        |
|  | Napoli                | Bayern Monaco       | Bayern Monaco       | Bayern Monaco       | 3                   | 1                   | 1                   | 2                |                  |                  |  |  |            |            |            |            |  |  |        |        |        |        |
|  | Napoli                |                     |                     |                     |                     | 1                   | 1                   | 2                |                  |                  |  |  |            |            |            |            |  |  |        |        |        |        |
|  | Barcellona            | 1                   | 3                   | 4                   |                     |                     |                     |                  |                  |                  |  |  |            |            |            |            |  |  |        |        |        |        |
|  | Barcellona            | 1                   | 3                   | 4                   | Barcellona          | Barcellona          | Barcellona          | 2                |                  |                  |  |  |            |            |            |            |  |  |        |        |        |        |
|  |                       |                     |                     |                     | Barcellona          | Barcellona          | Barcellona          | 2                |                  |                  |  |  |            |            |            |            |  |  |        |        |        |        |
|  |                       | Bayern Monaco       | Bayern Monaco       | Bayern Monaco       | 8                   |                     |                     |                  |                  |                  |  |  |            |            |            |            |  |  |        |        |        |        |
|  | Chelsea               | Bayern Monaco       | Bayern Monaco       | Bayern Monaco       | 8                   | 0                   | 1                   | 1                |                  |                  |  |  |            |            |            |            |  |  |        |        |        |        |
|  | Chelsea               |                     |                     |                     |                     | 0                   | 1                   | 1                |                  |                  |  |  |            |            |            |            |  |  |        |        |        |        |
|  | Bayern Monaco         | 3                   | 4                   | 7                   |                     |                     |                     |                  |                  |                  |  |  |            |            |            |            |  |  |        |        |        |        |
|  | Bayern Monaco         | 3                   | 4                   | 7                   |                     |                     |                     |                  |                  |                  |  |  |            |            |            |            |  |  |        |        |        |        |

##### Ottavi di finale
| Squadra 1         | Totale      | Squadra 2           | Andata | Ritorno     |
| ----------------- | ----------- | ------------------- | ------ | ----------- |
| Borussia Dortmund | 2 - 3       | Paris Saint-Germain | 2 - 1  | 0 - 2       |
| Real Madrid       | 2 - 4       | Manchester City     | 1 - 2  | 1 - 2       |
| Atalanta          | 8 - 4       | Valencia            | 4 - 1  | 4 - 3       |
| Atlético Madrid   | 4 - 2       | Liverpool           | 1 - 0  | 3 - 2 (dts) |
| Chelsea           | 1 - 7       | Bayern Monaco       | 0 - 3  | 1 - 4       |
| Olympique Lione   | 2 - 2 (gfc) | Juventus            | 1 - 0  | 1 - 2       |
| Tottenham         | 0 - 4       | RB Lipsia           | 0 - 1  | 0 - 3       |
| Napoli            | 2 - 4       | Barcellona          | 1 - 1  | 1 - 3       |

##### Quarti di finale
| Squadra 1       | Risultato | Squadra 2           |
| --------------- | --------- | ------------------- |
| Manchester City | 1 - 3     | Olympique Lione     |
| RB Lipsia       | 2 - 1     | Atlético Madrid     |
| Barcellona      | 2 - 8     | Bayern Monaco       |
| Atalanta        | 1 - 2     | Paris Saint-Germain |

##### Semifinali
| Squadra 1       | Risultato | Squadra 2           |
| --------------- | --------- | ------------------- |
| Olympique Lione | 0 - 3     | Bayern Monaco       |
| RB Lipsia       | 0 - 3     | Paris Saint-Germain |

##### Finale
| Arbitro: | Daniele Orsato |

|  |           |           |
|  | Marcatori | 59’ Coman |

| Paris Saint-Germain | Bayern Monaco |

| P               | 1  | Keylor Navas             |     |     |
| D               | 4  | Thilo Kehrer             |     |     |
| D               | 2  | Thiago Silva             | 83’ |     |
| D               | 3  | Presnel Kimpembe         |     |     |
| D               | 14 | Juan Bernat              |     | 80’ |
| C               | 21 | Ander Herrera            |     | 72’ |
| C               | 5  | Marquinhos               |     |     |
| C               | 8  | Leandro Paredes          | 52’ | 65’ |
| A               | 11 | Ángel Di María           |     | 80’ |
| A               | 7  | Kylian Mbappé            |     |     |
| A               | 10 | Neymar                   | 81’ |     |
| A disposizione: |    |                          |     |     |
| P               | 16 | Sergio Rico              |     |     |
| P               | 30 | Marcin Bułka             |     |     |
| D               | 20 | Layvin Kurzawa           | 86’ | 80’ |
| D               | 22 | Abdou Diallo             |     |     |
| D               | 25 | Mitchel Bakker           |     |     |
| D               | 31 | Colin Dagba              |     |     |
| C               | 6  | Marco Verratti           |     | 65’ |
| C               | 19 | Pablo Sarabia            |     |     |
| C               | 23 | Julian Draxler           |     | 72’ |
| C               | 27 | Idrissa Gueye            |     |     |
| A               | 17 | Eric Maxim Choupo-Moting |     | 80’ |
| A               | 18 | Mauro Icardi             |     |     |
| Allenatore:     |    |                          |     |     |
| Thomas Tuchel   |    |                          |     |     |

| P                 | 1  | Manuel Neuer         |       |     |
| D                 | 32 | Joshua Kimmich       |       |     |
| D                 | 17 | Jérôme Boateng       |       | 25’ |
| D                 | 27 | David Alaba          |       |     |
| D                 | 19 | Alphonso Davies      | 28’   |     |
| C                 | 6  | Thiago               |       | 86’ |
| C                 | 18 | Leon Goretzka        |       |     |
| C                 | 22 | Serge Gnabry         | 52’   | 68’ |
| C                 | 25 | Thomas Müller        | 90+4’ |     |
| A                 | 29 | Kingsley Coman       |       | 68’ |
| A                 | 9  | Robert Lewandowski   |       |     |
| A disposizione:   |    |                      |       |     |
| P                 | 26 | Sven Ulreich         |       |     |
| P                 | 39 | Ron-Thorben Hoffmann |       |     |
| D                 | 2  | Álvaro Odriozola     |       |     |
| D                 | 4  | Niklas Süle          | 56’   | 25’ |
| D                 | 5  | Benjamin Pavard      |       |     |
| D                 | 21 | Lucas Hernández      |       |     |
| C                 | 8  | Javi Martínez        |       |     |
| C                 | 10 | Philippe Coutinho    |       | 68’ |
| C                 | 11 | Mickaël Cuisance     |       |     |
| C                 | 14 | Ivan Perišić         |       | 68’ |
| C                 | 24 | Corentin Tolisso     |       | 86’ |
| A                 | 35 | Joshua Zirkzee       |       |     |
| Allenatore:       |    |                      |       |     |
| Hans-Dieter Flick |    |                      |       |     |

## Classifica marcatori
| Gol | Rigori |  | Giocatore          | Squadra                               |
| --- | ------ |  | ------------------ | ------------------------------------- |
| 15  | 2      |  | Robert Lewandowski | Bayern Monaco                         |
| 10  | 2      |  | Erling Haaland     | Salisburgo (8), Borussia Dortmund (2) |
| 9   |        |  | Serge Gnabry       | Bayern Monaco                         |
| 6   | 2      |  | Harry Kane         | Tottenham                             |
| 6   | 2      |  | Dries Mertens      | Napoli                                |
| 6   |        |  | Gabriel Jesus      | Manchester City                       |
| 6   | 2      |  | Memphis Depay      | Olympique Lione                       |
| 6   |        |  | Raheem Sterling    | Manchester City                       |
| 5   |        |  | Son Heung-min      | Tottenham                             |
| 5   |        |  | Mauro Icardi       | Paris Saint-Germain                   |
| 5   | 2      |  | Josip Iličić       | Atalanta                              |
| 5   |        |  | Lautaro Martínez   | Inter                                 |
| 5   | 1      |  | Luis Suárez        | Barcellona                            |
| 5   |        |  | Karim Benzema      | Real Madrid                           |
| 5   |        |  | Kylian Mbappé      | Paris Saint-Germain                   |
| 4   |        |  | Rodrygo            | Real Madrid                           |
| 4   |        |  | Quincy Promes      | Ajax                                  |
| 4   | 1      |  | Mislav Oršić       | Dinamo Zagabria                       |
| 4   | 2      |  | Emil Forsberg      | RB Lipsia                             |
| 4   | 1      |  | Timo Werner        | RB Lipsia                             |
| 4   |        |  | Thomas Müller      | Bayern Monaco                         |
| 4   |        |  | Achraf Hakimi      | Borussia Dortmund                     |
| 4   | 1      |  | Cristiano Ronaldo  | Juventus                              |
| 4   |        |  | Mohamed Salah      | Liverpool                             |
| 4   |        |  | Marcel Sabitzer    | RB Lipsia                             |